# Symplocos glaberrima
Symplocos glaberrima är en tvåhjärtbladig växtart som beskrevs av Nikolai Fedorovich Gontscharow. Symplocos glaberrima ingår i släktet Symplocos och familjen Symplocaceae. Inga underarter finns listade i Catalogue of Life.